# Du darfst nicht weinen
Du darfst nicht weinen is een single van de Duitse schlagerzanger René Carol. Het nummer is geschreven door de Duitse componist en orkestleider Hagen Galatis op een tekst van Jean Nicolas.

## Hitnotering
| Du darfst nicht weinen | Du darfst nicht weinen | Du darfst nicht weinen | Du darfst nicht weinen | Du darfst nicht weinen |
| Hitlijst               | Datum van binnenkomst  | Week:                  | 1                      |                        |
| ---------------------- | ---------------------- | ---------------------- | ---------------------- | ---------------------- |
| Nederlandse Top 40     | 09-01-1965             | Positie:               | 24                     | uit                    |